# Xavier Ahuir Cardells
Xavier Ahuir Cardells (Meliana, l'Horta Nord, 30 d'agost de 1956) és un músic i pedagog valencià especialitzat en la interpretació i difusió de la dolçaina. Ha sigut membre del grup Al Tall, on ha tocar la dolçaina, flauta i saxo midi.

## Trajectòria
Va començar la seua formació musical als nou anys al cor de l'Escolania, i posteriorment en diverses rondalles tocant la bandúrria i la mandolina. Amb uns 21 anys va iniciar-se en l'aprenentatge de la dolçaina. En 1979, amb altres dolçainers com Enric GIronés i Carme Mompó, va crear el grup La Moma, clau en la difusió i recuperació de la música de dolçaina i tabal pel tot el País Valencià.
En 1989 va escriure un Métode de dolçaina, la segona publicació d'aquest tipus després del mètode de Joan Blasco. Durant els anys huitanta va començar a investigar i coleccionar instruments tradicionals fets amb canya, organitzant diverses exposicions i tallers i publicant un llibre sobre la seua construcció en 1989. En 1994 va formar part de la primera formació de la colla dolçainera La Inestable, junt amb Xavier Richart i Vicent Borrás.